# Axel Buchholz (Journalist)
Axel Buchholz (* 1939 in Berlin) ist ein deutscher Journalist und Medienwissenschaftler.

## Beruf
Zunächst arbeitete er für das Spandauer Volksblatt und beim Sender Freies Berlin (SFB). Er ging dann zum Saarländischen Rundfunk (SR) und arbeitete dort als Reporter, Moderator, Redakteur und Wellenchef von SR 1 Europawelle im Hörfunk. Bis 2002 war er Chefredakteur Hörfunk und stellvertretender Hörfunkdirektor.
Als Dozent für praktischen Journalismus lehrt er seit 1972 an Universitäten, Journalistenschulen und als Redaktionstrainer. Seit 2002 ist Axel Buchholz Honorarprofessor am Journalistischen Seminar der Johannes Gutenberg-Universität Mainz und unterrichtet daneben auch an der Universität Trier, der Deutschen Journalistenschule und dem Institut zur Förderung publizistischen Nachwuchses.
Er hat zahlreiche Publikationen verfasst, darunter die Standardwerke zur Journalistenausbildung „Radio-Journalismus“ (gemeinsam mit Walther von La Roche) und „Fernseh-Journalismus“.

## Auszeichnungen
- 1. Februar 2012: Saarländischer Verdienstorden[3]
- Wettbewerb um den Professor Axel Buchholz Preis für den journalistischen Schülernachwuchs des Saarlandes. Er ist mit 7500 Euro Preisgeld ausgestattet und wird in 7 Kategorien vergeben (Print / Online-Digital / Jungjournalist(in) / Grundschule / Courage-Preis / Preis des Europaministers / Sozialpreis). Der Wettbewerb will bei Schülerinnen und Schülern das Interesse am Journalismus wecken.[4]

## Veröffentlichungen (Auswahl)
- Hans Bünte et al.: Geschichte und Geschichten des Senders an der Saar – 50 Jahre Saarländischer Rundfunk; Axel Buchholz, Fritz Raff (Hrsg.), Verlag Herder; Freiburg im Breisgau, 2007; ISBN 978-3451298189
- Fernseh-Journalismus: Ein Handbuch für Ausbildung und Praxis; Axel Buchholz, Gerhard Schult (Hrsg.), Verlag Springer VS; Hamburg 2011; ISBN 978-3658017606
- Axel Buchholz / Walther von La Roche (Hrsg.): Radio-Journalismus: Ein Handbuch für Ausbildung und Praxis im Hörfunk; Verlag Springer VS; Wiesbaden 2016; ISBN 978-3658026837.
- Axel Buchholz / Alexander Kulpok: Revolution auf dem Bildschirm - Die neuen Medien Videotext und Bildschirmtext, Goldmann-Verlag; München 1977, ISBN 3-442-11265-6
- Axel Bucholz / Thomas Kleist: FUNDSTÜCKE aus 60 Jahren Saarländischer Rundfunk - Geschichte(n), Leute, Erlebnisse, Geistkirch Verlag; Saarbrücken, ISBN 978-3-946036-67-8